# Liparis elongata
Liparis elongata es una especie de orquídea de hábitos terrestres, originaria de Asia.

## Descripción
Es una orquídea de tamaño pequeño, que prefiere el clima fresco al frío. Tiene hábitos terrestres o litofitas con pseudobulbos ovoides agrupados, envueltos por 2 a 3 envolturas membranosas y que llevan 2 hojas articuladas, ovadas a oblongas, obtusas apicalmente, basalmente pecioladas. Florece en la primavera y principios del verano en una inflorescencia erecta de 23 cm a 40 de largo,  laxa con 10 a 20 flores con brácteas triangulares, agudas apicalmente.

## Distribución y hábitat
Se encuentra en Taiwán en los bosques a elevaciones de 1800 a 2000 metros. 

## Taxonomía
Liparis elongata fue descrita por  Noriaki Fukuyama y publicado en Annual Reports of the Taihoku Botanic Garden 3: 82. 1933.
Etimología
Liparis; nombre genérico latíno que deriva del griego Liparos (λιπαρός) que significa "grasa, rico o brillante." Este nombre se refiere a la textura (sensación) de las hojas de estas plantas: que se producen casi aceitosas y brillantes.
elongata: epíteto latino que significa "alargada".
Sinonimia
- Liparis derchiensis S.S.Ying	[3][4]